# 108 a. C.
El año 108 a. C. fue un año del calendario romano prejuliano. En el Imperio romano, fue conocido como el año 646 Ab Urbe condita.

## Acontecimientos
- Consulados de Servio Sulpicio Galba y Marco Aurelio Escauro en la Antigua Roma.
- Termina la última campaña del imperio Han de China en el norte de Corea.

## Nacimientos
- Lucio Sergio Catilina. Político romano.

- Datos: Q47461